# Zemské volby v Bavorsku 2018
Zemské volby v Bavorsku v roce 2018 se konaly 14. října 2018. Jednalo se o 18. volby od konce druhé světové války. Konaly se v řádném termínu pěti let po volbách v roce 2013 a stejně jako ve všech předcházejících poválečných volbách získala nejvíce hlasů Křesťansko-sociální unie Bavorska (CSU). Na rozdíl od většiny z předchozích voleb, kdy vyhrála dokonce s nadpoloviční počtem mandátů a mohla tak vládnout bez hledání koaličních partnerů, tentokrát získala jen 37,2 % hlasů a tak musela po volbách hledat partnera do vládní koalice. Vzhledem ke komplikovaným pravidlům rozdělení mandátů mezi politické strany bylo obsazeno více než regulérních 180 poslaneckých míst Bavorského zemského sněmu, počet nakonec dosáhl 205 křesel.

## Situace před volbami
Volby v roce 2013 vyhrála CSU pod vedením Horsta Seehofera s 47,7 % hlasů a následně vládla jednobarevná druhá vláda Horsta Seehofera. V rámci CSU ale došlo po spolkových volbách na podzim 2017 k výměně, když se Horst Seehofer stal ministrem v čtvrté vládě Angely Merkelové a na pozici bavorského premiéra jej vystřídal Markus Söder, který je i vůdčím kandidátem strany pro volby v roce 2018.
Průzkumy v květnu 2018 ukazovaly propad CSU zhruba o 5 procentních bodů oproti volbám v roce 2013, což by mohlo znamenat, že po volbách bude třeba hledat koalici. V roce 2013 druhá Sociálnědemokratická strana Německa (SPD) se podle průzkumů propadla dokonce o zhruba 7 procentních bodů na 13 %, tedy na stejnou úroveň, na kterou si polepšili (přibližně o 4 procentní body) Zelení a na které byla podle průzkumů i Alternativa pro Německo (AfD), která v roce 2013 v Bavorsku nekandidovala. Do zemského sněmu by se podle průzkumů měli bezpečně dostat ještě Svobodní voliči (FW), kteří si ovšem měli z 9 % pohoršit na zhruba 7 %, a těsně kolem uzavírací klauzule 5 % se pohybovaly preference Svobodné demokratické strany (FDP), která se v roce 2013 s přibližně 3,3 % do Bavorského zemského sněmu nedostala.
Poslední průzkumy průzkumy těsně před volbami ukazovaly další propad CSU k 33 %, tedy ztrátu kolem 14 procentních bodů proti roku 2013. SPD měla získat kolem 11 % (ztráta 9 procentních bodů). Silně narostly preference Zelených, kterým průzkumy přisuzovaly kolem 18 % (nárůst 10 procentních bodů). AfD měla získat kolem 11 % stejně jako FW. FDP měla těsně překonat uzavírací klazuli se ziskem 5-6 % a naopak Levice měla zůstat těsně pod uzavírací klauzulí s 4-5 %.

## Výsledek
|           |                                           |                          |            |               |               |                 |                 |               |
| Strana    | Strana                                    | Ideologie                | Hlasy      | Podíl / změna | Podíl / změna | Mandáty / změna | Mandáty / změna | Podíl mandátů |
|           | Křesťansko-sociální unie Bavorska (CSU)   | křesťanská demokracie    | 5 047 006  | 37,2 %        | −10,4 %       | 85              | −16             | 41,5 %        |
|           | Svaz 90/Zelení                            | zelená politika          | 2 377 766  | 17,5 %        | +8.9 %        | 38              | +20             | 18,5 %        |
|           | Svobodní voliči (FW)                      | regionalismus            | 1 571 288  | 11,6 %        | +2,6 %        | 27              | +8              | 13,2 %        |
|           | Alternativa pro Německo (AfD)             | německý nacionalismus    | 1 383 866  | 10,2 %        | +10,2 %       | 22              | +22             | 10,7 %        |
|           | Sociálnědemokratická strana Německa (SPD) | sociální demokracie      | 1 317 942  | 9,7 %         | −10,9 %       | 22              | -20             | 10,7 %        |
|           | Svobodná demokratická strana (FDP)        | liberalismus             | 687 842    | 5,1 %         | +1,8 %        | 11              | +11             | 5,4 %         |
|           |                                           |                          |            |               |               |                 |                 |               |
|           | Levice (Die Linke)                        | demokratický socialismus | 435 949    | 3,2 %         | +1,1 %        | 0               | ±0              | 0%            |
|           | Bavorská strana (BP)                      | secesionismus            | 231 930    | 1,7 %         | −0,4 %        | 0               | ±0              | 0%            |
|           | Ekologická demokratická strana (ÖDP)      | zelený konzervatismus    | 211 784    | 1,6 %         | −0,5 %        | 0               | ±0              | 0%            |
|           | Pirátská strana Německa (Piraten)         | pirátská politika        | 60 087     | 0,4 %         | −1,5 %        | 0               | ±0              | 0%            |
|           | Strana pro Franky                         | regionalismus            | 31 547     | 0,2 %         | −0,5 %        | 0               | ±0              | 0%            |
|           | Ostatní                                   |                          |            |               |               | 0               | ±0              | 0%            |
| Dohromady | Dohromady                                 |                          | 11 812 965 | 100,0 %       |               | 205             | +25             |               |